# Anteros (djur)
Anteros är ett släkte av fjärilar. Anteros ingår i familjen Riodinidae.

## Dottertaxa tillAnteros, i alfabetisk ordning[1]
- Anteros acheus
- Anteros aerosus
- Anteros allectus
- Anteros ampyx
- Anteros aureocultus
- Anteros bipunctus
- Anteros bracteatus
- Anteros carausius
- Anteros carus
- Anteros chontal
- Anteros chrysoprastus
- Anteros croesus
- Anteros cruentatus
- Anteros cumulatus
- Anteros formosus
- Anteros gentilis
- Anteros indigator
- Anteros kupris
- Anteros lectabilis
- Anteros maculosus
- Anteros medusa
- Anteros micon
- Anteros notius
- Anteros otho
- Anteros principalis
- Anteros renaldus
- Anteros roratus
- Anteros stramentarius
- Anteros theleia
- Anteros troas
- Anteros valens
- Anteros violetta

## Bildgalleri

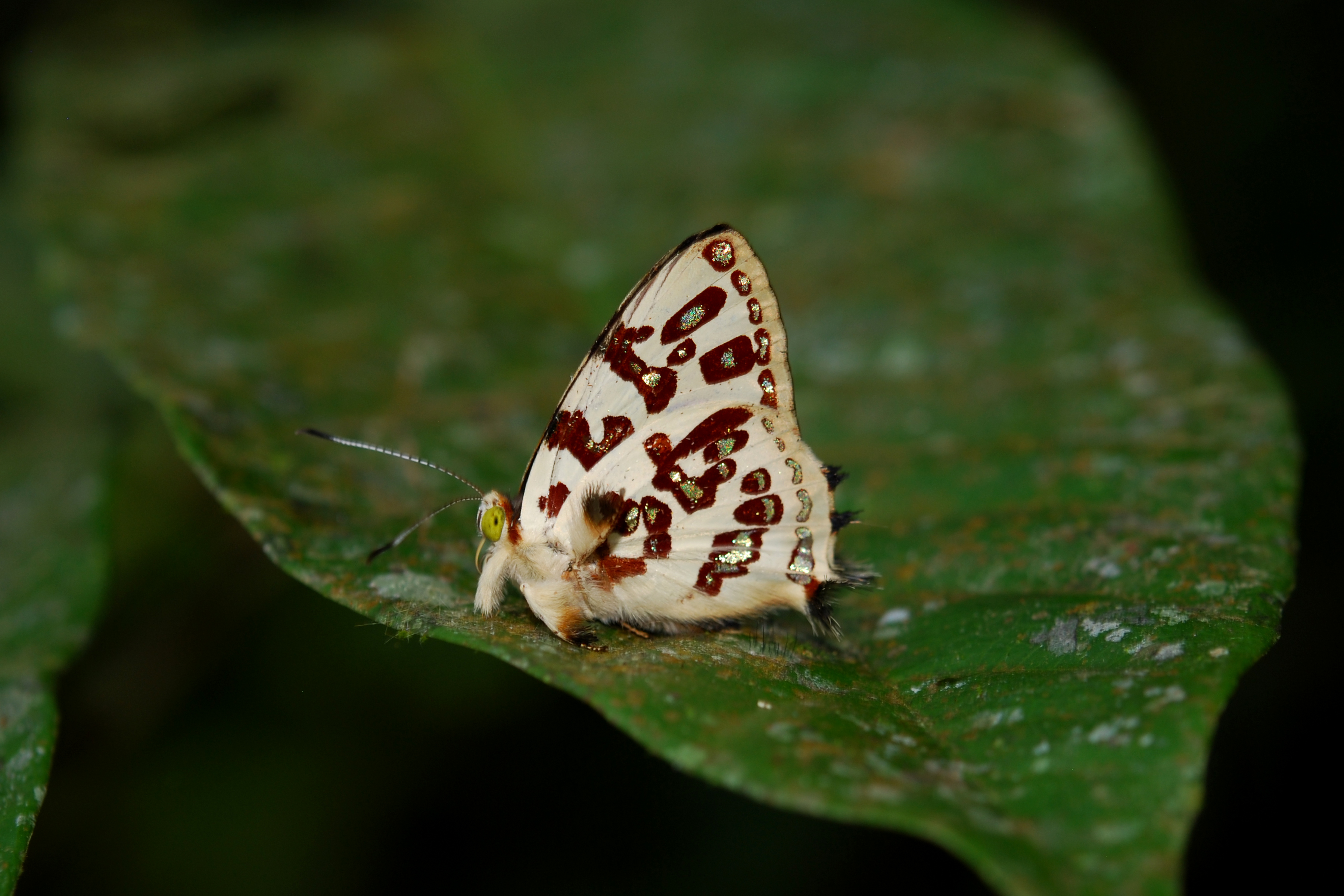
Anteros acheus
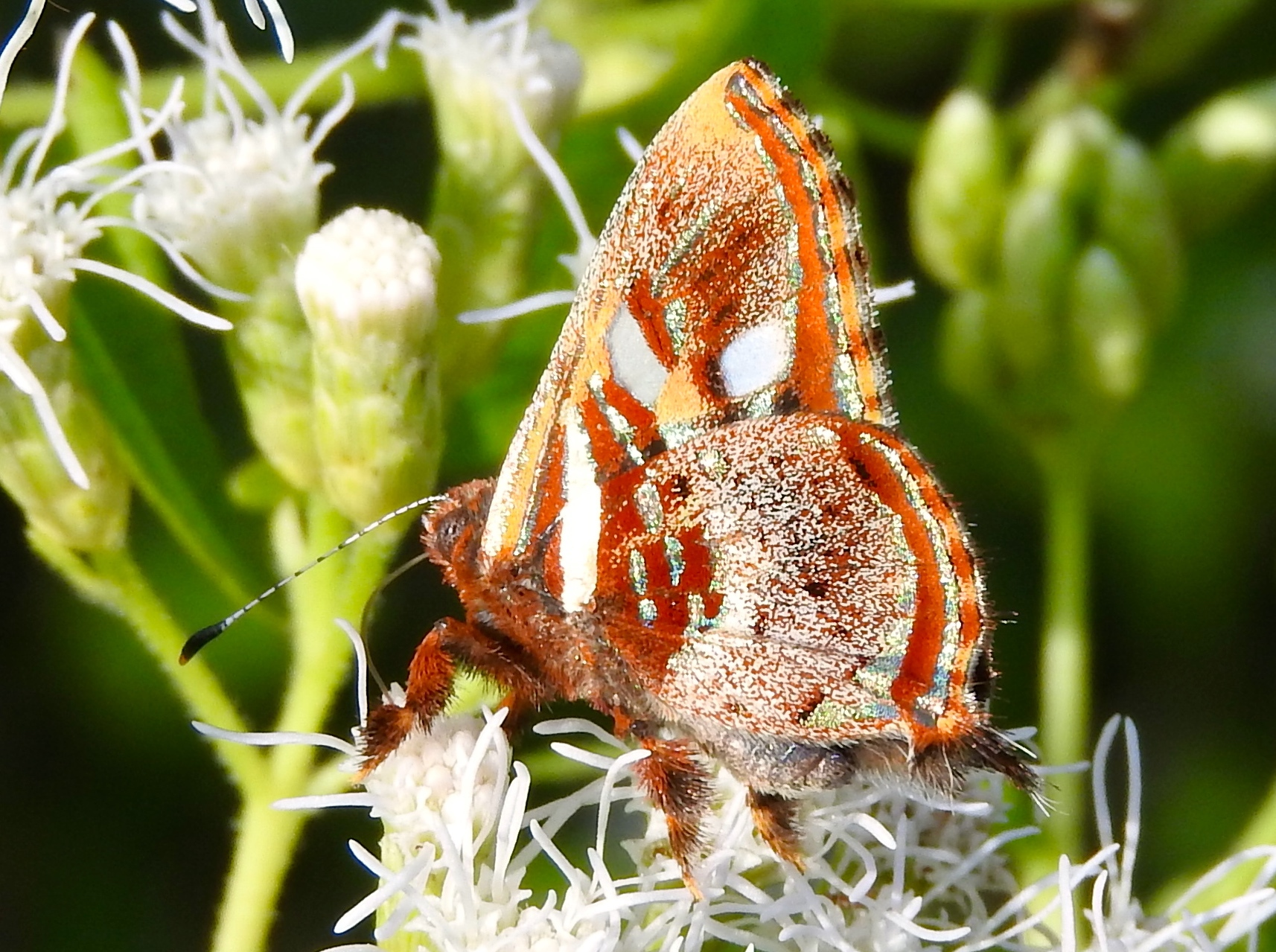
Anteros carausius
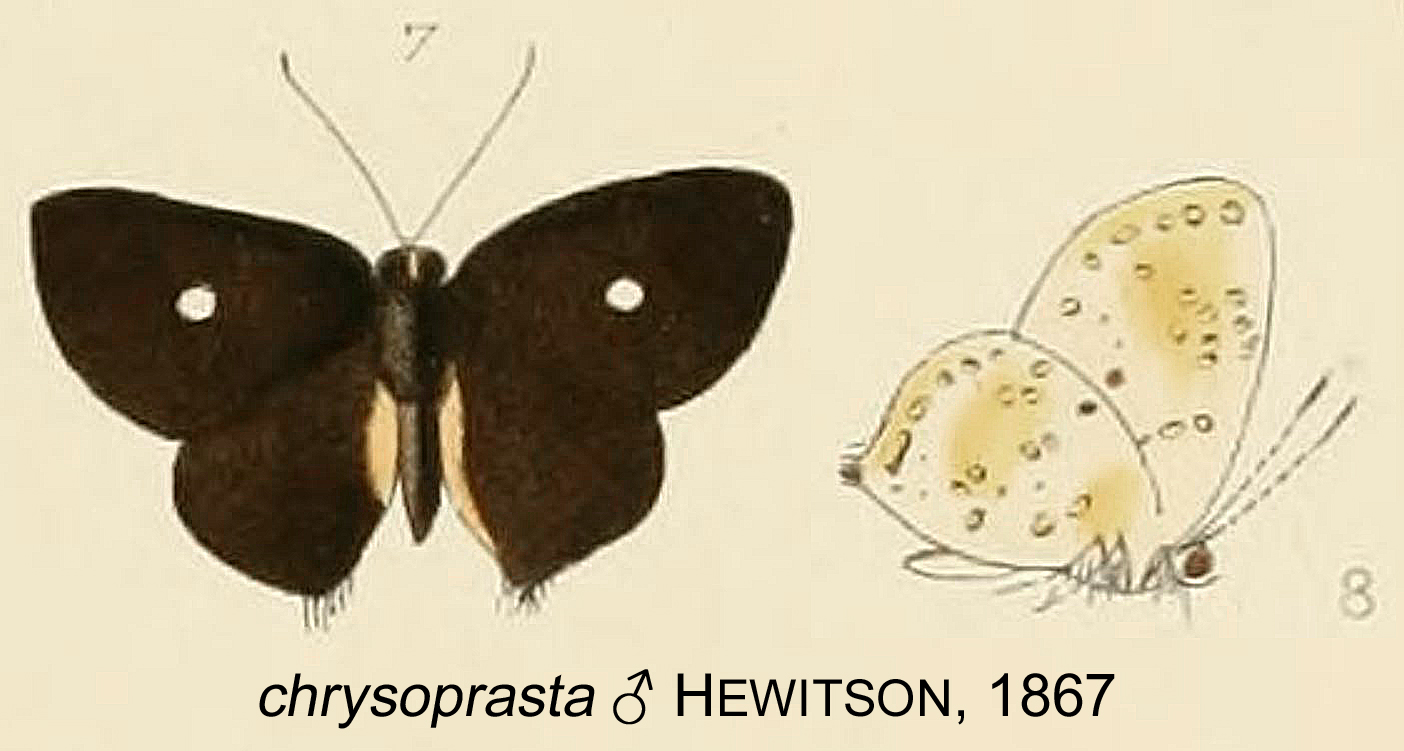
Anteros chrysoprastus
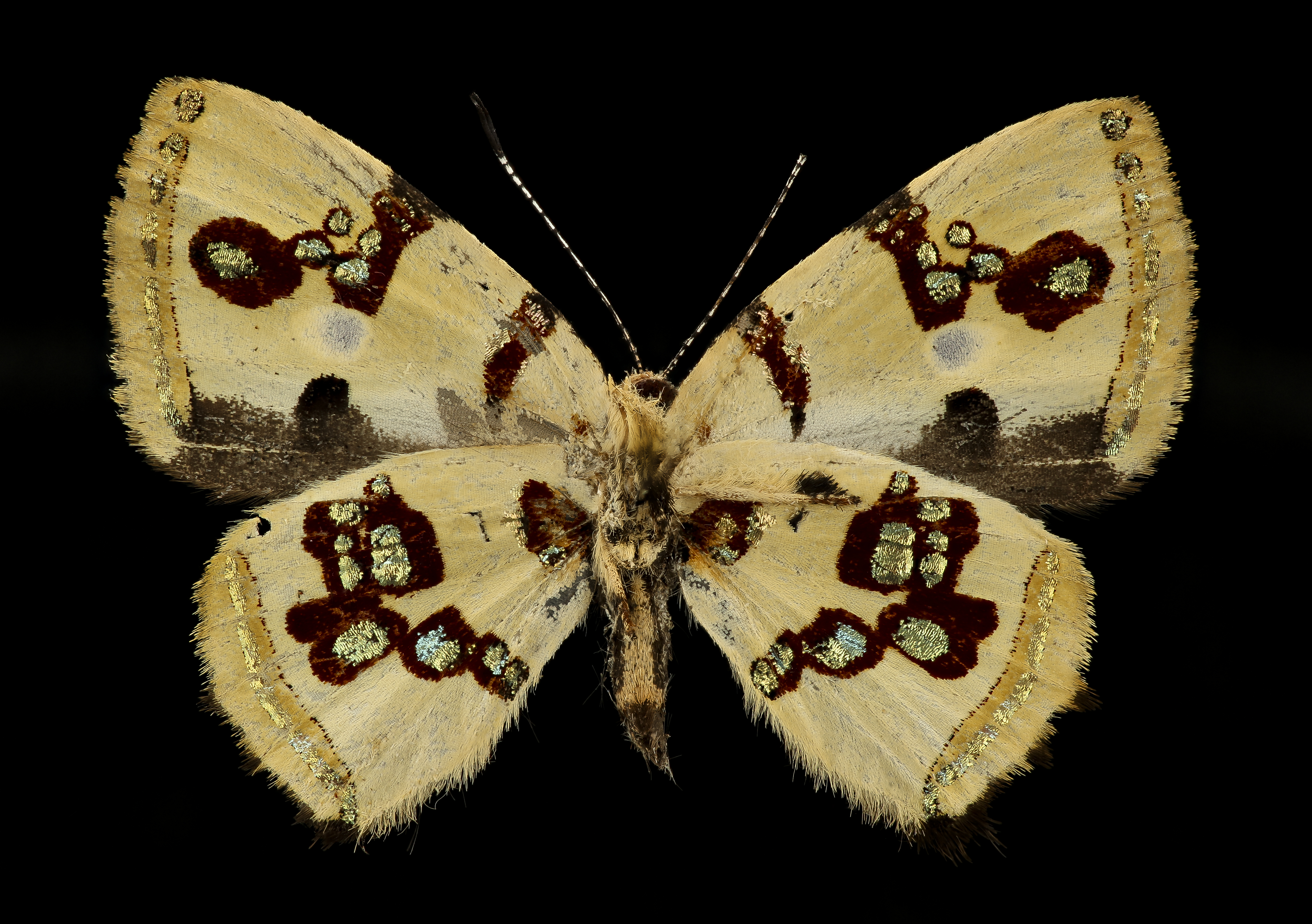
Anteros formosus
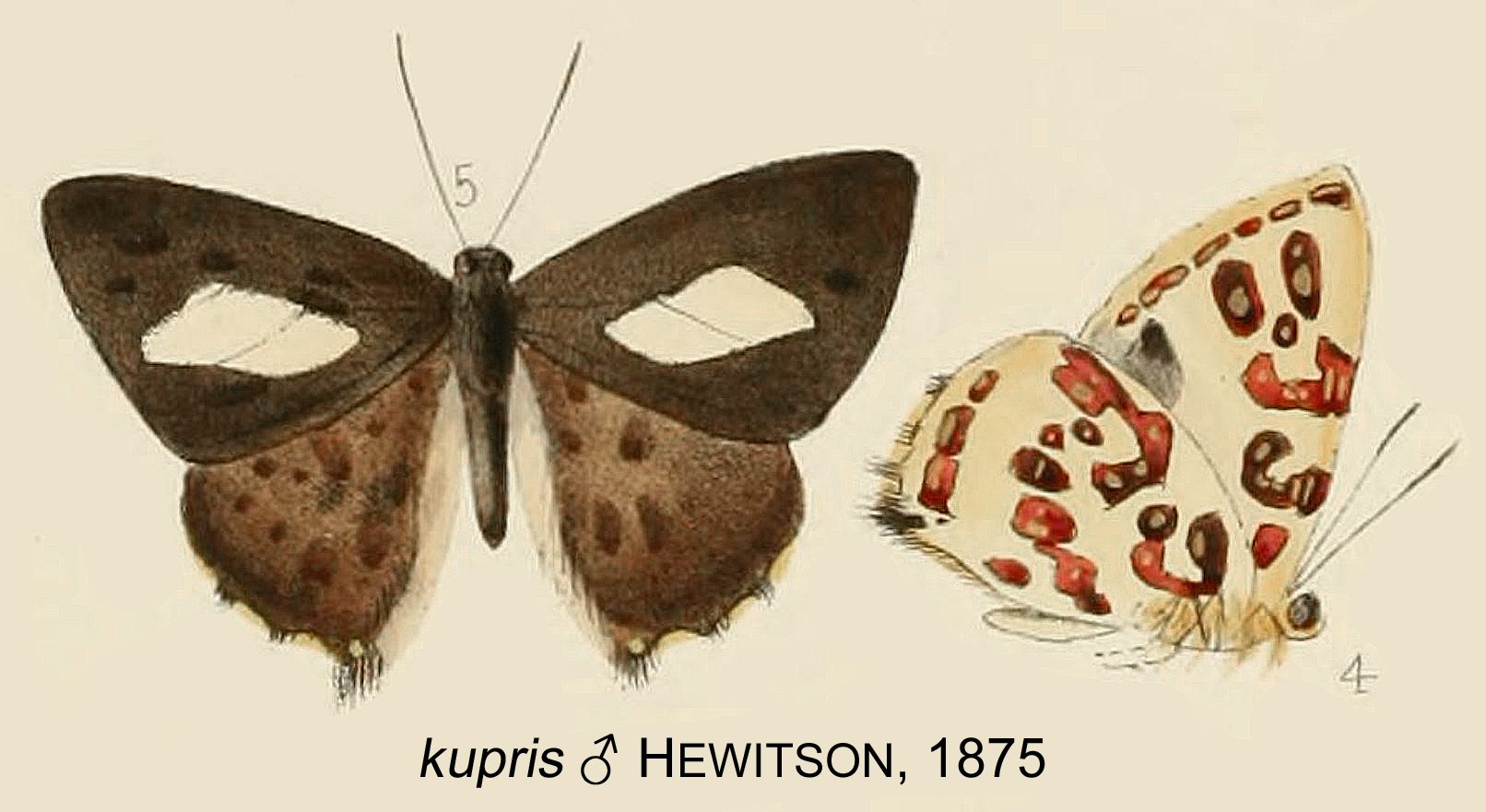
Anteros kupris